# Cataulacus planiceps
Cataulacus planiceps é uma espécie de formiga do gênero Cataulacus, pertencente à subfamília Myrmicinae.